# Aunis
L'Aunis era una delle antiche province francesi.
Il suo nome deriverebbe secondo alcuni storici dal nome degli Alani, popolazione barbara che invase la Gallia nel 406; secondo altri dal termine aulne (ontano), albero assai diffuso nella zona. Nella realtà l'origine più plausibile del nome è che per estensione derivi da quello del villaggio di Aulnay (Aunay in poitevin-saintongeais); località assai importante sino al Medioevo.
La prima capitale fu Châtelaillon (oggi Châtelaillon-Plage), poi trasferita a La Rochelle.
La provincia si estendeva dal Marais poitevin a nord, sino al corso della Charente a sud, per circa 50-55 chilometri; di fronte all'Isola di Ré, l'Aunis si spingeva verso l'interno per una quarantina di chilometri.
Con la maggior parte della Saintonge, l'Aunis forma oggi il dipartimento della Charente Marittima.

## Geografia
L'Aunis è delimitato da due fiumi, la Sèvre niortaise a nord, e la Charente a Sud.
È bagnato ad ovest dall'oceano Atlantico e comprende due isole, l'Isola di Ré e l'Île-d'Aix.

Ad est è delimitato dalla valle del Mignon, affluente della Sèvre niortaise, dalle alture della Saintonge attorno a Saint-Félix, dalla valle dalla Trézence, e da quella della Boutonne.
L'Aunis è un grande piano calcareo di epoca giurassica, nelle cui spaccature si sono formate grandi paludi di acqua salmastra.
In agricoltura le due risorse principali sono i cereali (frumento e mais) e la viticoltura. Si trovano anche allevamenti di vacche da latte. Nelle paludi la raccolta del sale ha nei secoli contribuito alla fortuna della regione.
L'Aunis non ha tradizione industriale; solamente alla fine del XIX secolo furono impiantate alcune industrie di trasformazione a La Rochelle (conserve, produzione di concimi), a Surgères (metallurgia) e a Rochefort (aeronautica).

## Storia
L'Aunis (Alunitium in latino) abitato, come Saintonge, dai Galli Santoni, fu compresa dai Romani nella provincia dell'Aquitania secunda. Appartenne successivamente ai Visigoti, ai Franchi (507), e per molto tempo fece parte del Poitou.
Fu occupata nel 1130 dai duchi d'Aquitania, portata in dote da Eleonora d'Aquitania a Luigi VII, quindi, dopo il divorzio della principessa, a Enrico II d'Inghilterra. Fu strappato agli inglesi da Luigi VIII nel 1224, fu loro restituito nel 1360 da Giovanni II, ma si rivoltò nel 1371 per tornare sotto l'autorità di Carlo V.
La Riforma vi si insediò dai tempi di Francesco I di Francia e divenne sempre più forte: l'Aunis fu l'ultimo rifugio della resistenza protestante, e cadde, con La Rochelle, nel 1628.
L'Aunis è stato incluso nel dipartimento della Charente-Maritime nel 1791.

### Simboli
Lo stemma dell'Aunis era di rosso, alla pernice coronata d'oro.